# Krsto Papić
Krsto Papić (Vučji Do, Montenegro, 7 de desembre de 1933 - 7 de febrer de 2013) va ser un guionista i director de cinema de Montenegro la carrera del qual va abastar diverses dècades.

## Biografia
Papić va néixer a Vučji Do, prop de Nikšić a l'actual Montenegro. Les seves primeres pel·lícules i documentals formaven part del croat i iugoslau Nou Cinema, i, sovint considerats com a eco croat del moviment artístic Ona Negra que es va dur a terme en la seva majoria dins de Sèrbia. A més, el propi Papić estava connectat amb el moviment polític Primavera Croata durant la dècada de 1970. Ell era el membre del cercle fílmic de Zagreb influenciat pels de la nouvelle vague francesa, els anomenats "Hitchcockians", juntament amb els cineastes i crítics Ante Peterlić, Zoran Tadić, Branko Ivanda, Petar Krelja i centrada en els crítics de cinema de Vladimir Vuković i Hrvoje Lisinski. Dos llargmetratges dels seus principis més coneguts de Papic, Lisice i Predstava Hamleta u Mrduši Donjoj sovint eren atacats des de les fonts del govern. Lisice no va obtenir permís per a representar a Iugoslàvia al Festival de Cinema de Canes, per la qual cosa va entrar al programa Quinzaine en 1970. Izbavitelj va ser durament criticat per Stipe Šuvar, qui va al·ludir que l'al·legoria de la pel·lícula sobre el feixisme en realitat també es refereix al comunisme.
Els llargmetratges posteriors de Papić van ser més clàssics en la seva narració, però de nou políticament controvertits a l'última dècada de Iugoslàvia. Particularment Život sa stricem, una imatge crítica de la situació política de Iugoslàvia sota el Titoisme durant el període Informbiro, que va ser nominada al Globus d'Or el 1989, s'ha vist envoltat de polèmica i atacs polítics dels cercles tradicionals del partit i especialment de les organitzacions de Veterans partisans, de manera que la producció es va endarrerir. durant un parell d'anys, però aconseguit gràcies al suport d'intel·lectuals, diaris i Fraccions del Partit en el moment de la dissolució i la lluita entre les fraccions del Partit en els últims anys de la federació iugoslava.
Papić va ser guardonat amb el premi Vladimir Nazor de Croàcia per assoliments en directe al cinema l'any 2006 i amb el Grand Prix Special des Amériques (per una contribució excepcional a l'art cinematogràfic) el 2004.
Va morir a Zagreb el 7 de febrer de 2013 després d'una batalla contra el càncer d'estómac, als 79 anys.

## Filmografia
- 1965 – Ključ – segment Čekati
- 1967 – Iluzija
- 1969 – Lisice
- 1973 – Predstava Hamleta u selu Mrduša Donja
- 1976 – Izbavitelj
- 1980 – Tajna Nikole Tesle
- 1988 – Život sa stricem
- 1991 – Priča iz Hrvatske
- 1999 – Kad mrtvi zapjevaju
- 2003 – Infekcija'
- 2012– Cvjetni trg